# Нёфмезон (Мёрт и Мозель)
Нёфмезо́н (фр. Neufmaisons) — коммуна во французском департаменте Мёрт и Мозель региона Лотарингия. Относится к кантону Бадонвиллер.

## География
Нёфмезон расположен в 60 км к востоку от Нанси. Соседние коммуны: Пексонн и Феннвиллер на северо-западе, Вене и Ваквиль на северо-западе.

## История
- Монумент времён галло-романской цивилизации находился в лесном массиве Гран-Кло. Разрушен в 1880 году.

## Демография
Население коммуны на 2010 год составляло 236 человек.
| 1962 | 1968 | 1975 | 1982 | 1990 | 1999 | 2010 |
| ---- | ---- | ---- | ---- | ---- | ---- | ---- |
| 354  | 248  | 179  | 178  | 175  | 177  | 236  |

## Достопримечательности
- Церковь XIX века.
- Часовня Бон-Дье.
- Старинный замок в местечке Санс-дю-Кор в 2002—2007 годах был преобразован Французской федерацией накшбанди в т. н. Институт Бухара по изучению корана, названный так по узбекскому городу Бухара. Институт является крупнейшим в Европе центром мусульман-суфитов.